# Sobralia luteola
Sobralia luteola är en orkidéart som beskrevs av Robert Allen Rolfe. Sobralia luteola ingår i släktet Sobralia och familjen orkidéer. Inga underarter finns listade i Catalogue of Life.